# Layla (singolo)
Layla è un brano musicale dei Derek and the Dominos, scritto da Eric Clapton e Jim Gordon.
La composizione – pubblicata nell'album Layla and Other Assorted Love Songs del 1970 – è suddivisa in due movimenti ben distinti e contrapposti, composti separatamente dai due autori: la prima parte, accompagnata dalle chitarre elettriche di Clapton e Duane Allman, è caratterizzata da tre strofe intervallate da un ritornello e seguite da un assolo; la seconda sezione è invece una lunga coda strumentale, costruita intorno a una linea melodica suonata da Gordon al pianoforte.
Ispirata dall'amore, all'epoca non corrisposto, di Clapton per Pattie Boyd, moglie del suo amico George Harrison, quando venne pubblicata ebbe poco successo.: in seguito, però, ottenne buoni riscontri di critica e di pubblico, soprattutto dell'album Unplugged pubblicato dallo stesso Clapton nel 1992; inoltre, nel 2004, la rivista Rolling Stone l'ha inserita nella lista delle 500 migliori canzoni di tutti i tempi, al 27º posto.

## Contesto
Nel 1966, George Harrison sposò Pattie Boyd, una modella incontrata durante le riprese di Tutti per uno (titolo originale A Hard Day's Night). Negli ultimi anni del decennio, Harrison e Clapton strinsero una forte amicizia. Clapton lavorò alla chitarra di While My Guitar Gently Weeps, canzone di Harrison pubblicata nel White Album dei Beatles, sebbene il suo lavoro non gli sia stato attribuito, mentre Harrison suonò la chitarra in Badge, dall'album Goodbye dei Cream, utilizzando uno pseudonimo. In quel periodo Clapton si accorse di essere innamorato di Pattie Boyd.
Il titolo, Layla, fu ispirato dal romanzo in versi Majnun e Leylà, del poeta classico azero Nezami. Clapton venne a sapere della storia di Nezami dal suo amico Ian Dallas, che all'epoca si stava convertendo all'Islam. La storia narra di una principessa, costretta a sposare, per volontà di suo padre, un uomo diverso da colui che era perdutamente innamorato di lei, causando la pazzia di quest'ultimo (in arabo e persiano, Majnun significa "pazzo"). La storia colpì molto Clapton, che associò la storia al suo rapporto con Pattie Boyd.
Pattie Boyd divorziò da Harrison nel 1977 e sposò Clapton nel 1979, per poi divorziare anche da lui nel 1989 dopo diversi anni di separazione.

## Registrazione

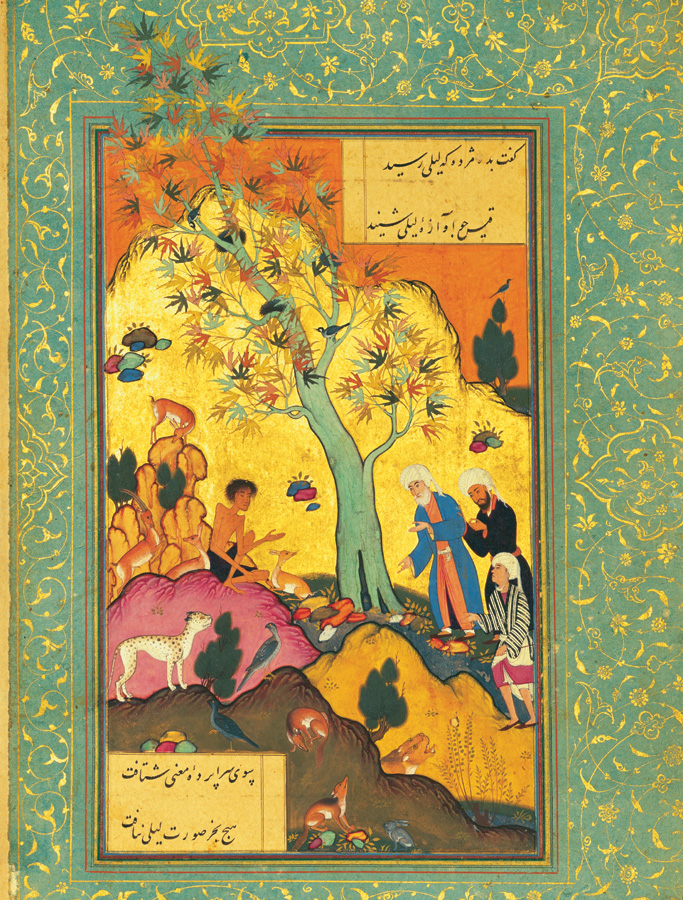
Story of Mejnun

Dopo lo scioglimento dei Cream, Clapton provò a unirsi a diversi artisti, tra i quali i Blind Faith e il duo Delaney & Bonnie. Nella primavera del 1970 venne a sapere che il gruppo di supporto del duo (composto dal bassista Carl Radle, dal batterista Jim Gordon e dal tastierista Bobby Whitlock) avrebbe lasciato il duo di lì a poco. Clapton colse l'opportunità per formare il gruppo dei Derek and the Dominos.
Nella seconda metà del 1970 Duane Allman, della Allman Brothers Band si unì alla band di Clapton come guest. Clapton e Allman, che già si ammiravano a vicenda, furono presentati da Tom Dowd a un concerto degli Allman Brothers. I due divennero presto buoni amici. Dowd aveva già lavorato con Clapton nel periodo in cui faceva parte dei Cream. Missò i master di Layla e, con il gruppo formato e Dowd come produttore, Layla fu registrata in una versione di circa tre minuti. In seguito, Clapton convinse Jim Gordon ad aggiungere a Layla un pezzo che gli aveva sentito suonare. Circa tre settimane dopo la registrazione dei suoi primi tre minuti, la canzone era completa.

## Struttura
Caratterizzata da una matura e complessa composizione, in cui si sovrappongono diverse chitarre, Layla è formata da due movimenti, ognuno caratterizzato da un riff. Il primo movimento, che si alterna tra le chiavi di re minore (per il ritornello) e do diesis minore per i versi, è incentrato sul riff caratteristico di Layla, suonato attraverso hammer on, pull-off, bending e power chord. Comunemente si ritiene che il riff sia stato creato da Allman, che avrebbe adattato una melodia vocale di As the Years Go Passing By di Albert King, tratta dall'album del 1967 Born Under a Bad Sign. La prima parte è caratterizzata anche dall'assolo di chitarra overdubbed, un duetto tra la slide guitar di Allman e il bending di Clapton. Allman riusciva a suonare note più alte di quanto fosse possibile utilizzando le tecniche standard.
Il secondo movimento, creato da Jim Gordon, è comunemente denominato la piano coda di Layla, in cui sono presenti, oltre alle numerose chitarre, ben due tracce di pianoforte, sapientemente sovrapposte, suonate dallo stesso Jim Gordon e da Bobby Whitlock.

## Successo
Come già sottolineato, all'inizio la canzone seguì il destino dell'album, che non ebbe molto successo, in quanto, anche secondo Clapton, considerato come un album di una band sconosciuta. Allo scarso successo iniziale contribuì anche la lunghezza del pezzo, improponibile in radio. Una versione della durata di 2:43 fu pubblicata come singolo nel marzo del 1971 dalla Atco, ma raggiunse solo il cinquantunesimo posto in classifica.
Quando fu ripubblicata nella compilation The History of Eric Clapton e poi ancora come singolo nel 1972, raggiunse il settimo posto nel Regno Unito e il decimo negli Stati Uniti. I critici furono sempre favorevoli al pezzo. Dave Marsh, in The Rolling Stone Illustrated History of Rock and Roll scrisse «ci sono pochi momenti nel repertorio del rock registrato in cui un cantante o un autore raggiungono una tale profondità in se stessi da far provare a chi li ascolta la sensazione di star assistendo a un omicidio o a un suicidio... per me Layla è il più grande di essi».
La canzone fu pubblicata ancora nel 1982, ottenendo un successo anche maggiore (quarto posto nel Regno Unito). Fu utilizzata anche come canzone in spot televisivi (come quelli della Opel in Europa e della Vauxhall nel Regno Unito tra il 1987 e il 1995) e film (tra i quali Quei bravi ragazzi, di Martin Scorsese, in cui è possibile ascoltarne la "coda").
Nel 1992 una versione unplugged di Layla fu inserita nell'album denominato, appunto, Unplugged, nato da un concerto tenuto da Clapton per il programma televisivo MTV Unplugged. Questa versione raggiunse il dodicesimo posto negli Stati Uniti, ma non entrò in classifica nel Regno Unito. In seguito, nello stesso anno, vinse un Grammy come miglior canzone rock, battendo anche Smells Like Teen Spirit dei Nirvana.

## Formazione (versione unplugged)
- Eric Clapton - chitarra, voce
- Andy Fairweather-Low - chitarra
- Ray Cooper - percussioni
- Nathan East - basso elettrico, voce
- Steve Ferrone - batteria
- Chuck Leavell - pianoforte
- Katie Kissoon - voce
- Tessa Niles - voce